# Battaglia per la Terra (film)
Battaglia per la Terra (Battlefield Earth) è un film del 2000 diretto da Roger Christian, liberamente tratto dall'omonimo romanzo scritto dal fondatore di Scientology L. Ron Hubbard nel 1982.
Il progetto venne messo in cantiere una prima volta durante gli anni 80, con quella che doveva essere una versione diretta dal celebre regista di film commedie e aventi cast corali al suo interno Ken Annakin e la sceneggiatura del regista e autore messo nella lista nera di Hollywood Abraham Polonsky.
Travolta, adepto di Scientology, ha iniziato a progettare una produzione cinematografica del romanzo di Hubbard già dalla prima metà degli anni 90, ma all'epoca non fu in grado di ottenere finanziamenti dai grandi studi per via della sceneggiatura e dei suoi collegamenti con Scientology. Nel 1998 il progetto è stato accolto dalla compagnia di produzione indipendente Franchise Pictures. La produzione è iniziata nel 1999, finanziata in larga parte dalla compagnia di distribuzione tedesca Intertainment AG. Travolta stesso, in quanto co-produttore, ha impegnato diversi milioni di dollari nella realizzazione di Battaglia per la Terra, che immaginava come primo di una serie, in quanto il film copre solo metà della storia del libro.
Girato con larghezza di mezzi e noti attori, Battaglia per la Terra è stato un fallimento di pubblico e critica, e spesso definito come uno dei "peggiori film mai realizzati". La critica ha giudicato negativamente la recitazione, la sceneggiatura, gli effetti speciali, la colonna sonora, lo sviluppo dei personaggi e diverse scelte della regia, in particolare quella di girare quasi tutte le scene con la prospettiva dell'angolo olandese. Il film ha ricevuto otto Razzie Award, numero record di premi per un singolo film che ha detenuto fino al 2012 quando è stato superato da Jack e Jill, e alla trentesima edizione dei Razzie Award è stato nominato Peggior film del decennio.
Nel 2007 la Franchise Pictures è andata in bancarotta dopo la scoperta che ha fraudolentemente gonfiato i costi di produzione di Battaglia per la Terra di 31 milioni di dollari; questo, assieme allo scarso successo del film, ha posto fine al piano di Travolta di produrre un sequel.

## Trama
Nel 3000 la Terra è ormai da mille anni sotto il dominio di un bellicoso popolo alieno, gli Psychlo alla cui guida vi è lo spietato Terl, capo della sicurezza planetaria. I pochi uomini rimasti, regrediti alla preistoria, sono costretti alla schiavitù estraendo minerali per conto degli invasori (simili agli umani ma molto più alti, più forti, con gli occhi gialli, mani pelose, artigli, con i crani allungati e con i capelli acconciati in dreadlocks), che per respirare l'aria della Terra (per loro insalubre) indossano al naso speciali filtri all'idrogeno puro, che sul loro pianeta costituisce il 95% dell'atmosfera.
Terl detesta il luogo in cui è finito ed essendo in scadenza il suo mandato spera di essere trasferito in un luogo più gradevole e con un ruolo di maggior prestigio, in virtù dei risultati economici raggiunti. Tuttavia durante una riunione un alto dirigente della compagnia gli comunica che avendo sedotto una ragazza, rivelatasi la figlia di un potente senatore, il suo ruolo sul pianeta Terra è confermato per un nuovo mandato, facendogli intuire che in realtà egli sarà costretto a rimanere sul pianeta per tutta la vita come vendetta da parte del senatore.
Dopo lo sconforto iniziale Terl inizia a realizzare un piano, egli infatti ha scoperto grandi quantità di oro in un sito minerario, tuttavia non può raggiungerlo poiché le radiazioni presenti in quel luogo raggiungono un livello tale da incendiare l'idrogeno, che per gli Psychlo è il gas vitale, e di conseguenza i loro polmoni. Decide pertanto di addestrare umani per prelevare il prezioso minerale e scappare dedicandosi poi al lusso sfrenato.
Terl utilizza una macchina di apprendimento rapido per tentare di insegnare la lingua Psychlo agli umani, tuttavia il tentativo non riesce a causa del fatto che il cervello regredito alla preistoria degli umani non è in grado di assimilare una grande quantità di informazioni in un solo colpo.
Un giorno Terl nota il terrestre Jonnie Goodboy Tyler, soprannominato dal suo popolo come "il verdista", che si distingue per la grande intelligenza e decide di fare un nuovo tentativo, tuttavia a causa di un guasto alla macchina di apprendimento il dispositivo non riversa nella mente del terrestre solo le conoscenze linguistiche ma anche una gran quantità di conoscenze scientifiche.
Dopo lo stordimento iniziale Jonnie inizia a ricordare gli insegnamenti, iniziando a padroneggiare la matematica, la fisica, la geometria e la lingua Psychlo a livelli sempre più avanzati. Decide tuttavia di non rivelare a Terl i suoi nuovi talenti.
Jonnie durante una spedizione con Terl visita le antiche rovine del XX secolo (tra cui le biblioteche ove apprende la storia umana dimenticata, e gli arsenali nucleari con bombe ancora efficienti). Riuscirà infine a guidare la rivolta degli uomini contro gli invasori: gli alieni sulla Terra saranno battuti e il loro pianeta natale alla fine verrà distrutto: grazie all'uso di un trasportatore molecolare degli invasori Jonnie riesce infatti a far esplodere un ordigno atomico sul pianeta alieno; le radiazioni provocate dall'ordigno incendiano l'idrogeno dell'atmosfera planetaria trasformando l'intero pianeta in una bomba.

## Accoglienza

### Incassi
Uscito negli Stati Uniti il 12 maggio 2000, Battaglia per la Terra è stato uno dei più grossi insuccessi della storia del cinema: costato 75 milioni di dollari, più altri 20 milioni spesi per la promozione e il marketing, ne ha incassati $29,725,663 in tutto il mondo ed è stato unanimemente bocciato dalla critica e dal pubblico, i quali giudicano tuttora il film come una delle peggiori pellicole cinematografiche mai prodotte.

### Critica
Sul sito Internet Movie Database è classificato al 15º posto nella classifica dei 100 film peggiori della storia della cinematografia mondiale (con la media del voto di 2,5/10), mentre su Rotten Tomatoes ha totalizzato il 3% di recensioni positive con un punteggio pari a 2,80 su 10 sulla base di 153 recensioni ed è stato classificato al 27º posto nella classifica Worst of the worst 2000-2009 che raccoglie i peggiori film del decennio trascorso. Il consenso critico del sito recita: "Brutto, esagerato, recitato male, Battaglia per la Terra è una follia fantascientifica mal concepita e pessima in maniera aggressiva". Su Metacritic il film ha un punteggio di 9 su 100 basato sul parere di 33 critici che indica "antipatia schiacciante". 
Il pubblico di CinemaScore ha dato al film come voto "D+" da una scala da A+ a F.
Il critico cinematografico Roger Ebert del Chicago Sun-Times ha assegnato al film mezza stella su quattro, paragonandolo a "un viaggio in autobus con qualcuno che non si lava da mesi. Non è solo brutto, è sgradevole in maniera ostile", e lo ha aggiunto alla sua lista di film più odiati, sottolineando che "Travolta nei suoi ruoli migliori riesce a essere affascinante, divertente, commovente e coraggioso; perché trasformarsi in un viscido alieno puzzolente?". Rita Kempley del Washington Post ha commentato il film dicendo che "un milione di scimmie con un milione di pastelli non riuscirebbero nemmeno in un milione di anni a creare qualcosa di cretino come Battaglia per la Terra", mentre Elvis Mitchell del New York Times lo ha definito "Plan 9 from Outer Space per le nuove generazioni". Il giornalista Jonathan Ross commentò: "Tutto fa schifo in Battaglia per la Terra. Tutto. La musica esagerata, i set inverosimili, i dialoghi terribili, la recitazione enfatica, gli effetti speciali schifosi, l'inizio, il mezzo e soprattutto la fine".
Particolarmente criticato è stato l'eccessivo uso dell'angolo olandese, che nelle intenzioni del regista doveva offrire le stesse visuali di un albo a fumetti. Sempre Ebert ha commentato che "il regista, Roger Christian, ha imparato da film migliori che a volte i registi inclinano la telecamera, ma non ha imparato perché". Il Providence Journal ha criticato invece la scelta insolita dei colori presenti nel film: "I colori primari di Battaglia per la Terra sono il blu e il grigio, rendendo il film ancora più miserevole. Ogni volta che la scena si sposta alla luce del sole lo schermo diventa giallognolo, come se qualcuno avesse urinato sulla pellicola. Il che, a dirla tutta, non è una brutta idea".

Nel 2010 la rivista Empire lo ha classificato in seconda posizione nella lista dei 50 film peggiori di sempre votati dai lettori, dietro solo a Batman & Robin di Joel Schumacher, e alla cerimonia dei Razzie Awards dello stesso anno gli è stato assegnato il premio speciale di "peggior film del decennio"; in quest'occasione, lo sceneggiatore del film J.D. Shapiro ha scritto una lettera al New York Post in cui, con una buona dose di autoironia, si scusa pubblicamente per aver scritto la sceneggiatura del film, aggiungendo le seguenti dichiarazioni: 

## Sequel
Il film copre solo le prime 436 delle 1 050 pagine del romanzo, e ciò ha dato origine a diverse speculazioni sulla possibilità di realizzare dei sequel. Lo stesso Travolta durante la campagna promozionale dell'opera affermò che sicuramente ci sarebbe stato un sequel, tuttavia a causa dell'insuccesso della pellicola tutti i progetti sono stati cancellati.

## Riconoscimenti
- Razzie Awards al peggior film
- Razzie Awards al peggior attore protagonista
- Razzie Awards alla peggior attrice protagonista
- Razzie Awards al peggior regista
- Razzie Award alla peggior sceneggiatura
- Razzie Awards al peggior attore non protagonista
- Razzie Awards alla peggior attrice non protagonista
- Peggior film drammatico dei nostri primi 25 anni
- Peggior film del decennio

## Slogan promozionali
- Take Back the planet
- Riconquistiamo il pianeta